# Schlammvulkane von Qobustan

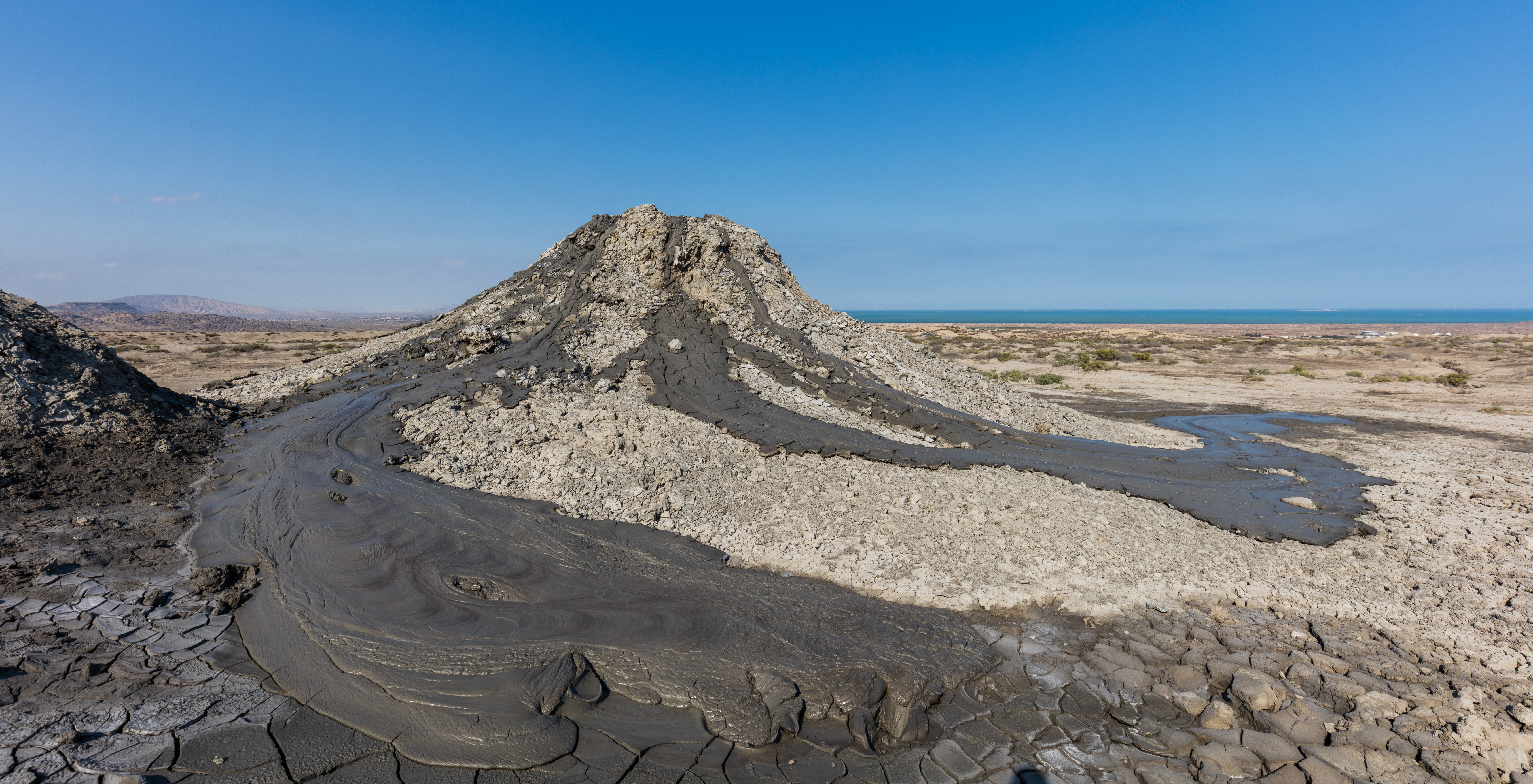
Schlammvulkane in Aserbaidschan

Die Schlammvulkane von Qobustan (aserbaidschanisch: Palçıq vulkanı) sind seit 2001 ein geologisches Schutzgebiet im aserbaidschanischen Rayon Qobustan. 

## Eigenschaft
In Aserbaidschan gibt es mit circa 300 Exemplaren die weltweit meisten Schlammvulkane. Das sind rund ein Drittel aller Schlammvulkane auf der Welt. Ihr Auftreten in der Gegend um Qobustan ist eng mit den dortigen Öl- und Gasvorkommen verbunden.  Manchmal spucken Schlammvulkane mehrere hundert Meter hohe Feuerstöße sowie Stichflammen, Feuerbälle und große Mengen Schlamm aus. Im Jahr 2001 gab es den letzten großen Ausbruch. Beim Ausbruch 1887 gab es bis zu 600 Meter hohe Stichflammen.
Seit Dezember 2003 misst die Bundesanstalt für Geowissenschaften und Rohstoffe in Zusammenarbeit mit der aserbaidschanischen Nationalen Akademie der Wissenschaften fortlaufend die Periodizität des Gasaustritts aus dem Schlammvulkan Dashgil in Qobustan.

## Inhalt
Das Gas, welches die Schlammvulkane ausstoßen, besteht zu 90 % aus leicht entzündlichem Methan. Der Schlamm enthält Jod, Brom, Calcium und Magnesium weiterhin ist er stark mineralhaltig. Eine gesundheitsfördernde Wirkung für die Haut wird dem Schlamm nachgesagt.
Die Schlammvulkane in Aserbaidschan sind eine touristische Attraktion.

## Sonstiges
NASA-Forscher berichten, dass Schlammvulkane auf dem Mars den Schlammvulkanen in Qaraqus-Dagi in Aserbaidschan ähneln. Auf der europäischen Konferenz für Planetenforschung, die im Jahr 2010 in Rom stattfand, sagte Goro Komatsu von der Universität d’Annunzio im italienischen Pescara: „Auf der Erde kennen wir Vulkane, die immer noch Methan abgeben, auch lange nachdem sie aufgehört haben, Schlamm zu spucken. […] Auf dem Mars könnte es ebenso sein.“